# Кальмар (город)
Ка́льмар (швед. Kalmar) — один из старейших городов Швеции, административный центр лена Кальмар.
В Средние века был третьим по величине городом в государстве и центром торговли, главным образом экспорта железа, которым занимались купцы из Германии.  Город образовался вокруг замка Кальмар, который, в свою очередь, был построен в XII веке вокруг сторожевой башни, предназначенной для защиты от пиратов и датчан.
Среди прочих достопримечательностей выделяется спроектированный Никодемусом Тессином Старшим кафедральный Кальмарский собор.

## География
Расположен на юго-востоке страны на берегу Балтийского моря. Город Кальмар является воротами на самый длинный в Швеции Эландский мост, соединяющий остров Эланд со Скандинавским полуостровом.

### Климат
| Показатель                    | Янв. | Фев. | Март | Апр. | Май | Июнь | Июль | Авг. | Сен. | Окт. | Нояб. | Дек. | Год |
| ----------------------------- | ---- | ---- | ---- | ---- | --- | ---- | ---- | ---- | ---- | ---- | ----- | ---- | --- |
| Абсолютный максимум, °C       | 13   | 12   | 19   | 25   | 32  | 32   | 33   | 32   | 28   | 22   | 13    | 12   | 33  |
| Средний суточный максимум, °C | 1    | 1    | 3    | 7    | 13  | 17   | 21   | 19   | 16   | 10   | 5     | 2    | 10  |
| Средняя температура, °C       | −1   | −1   | 1    | 4    | 9   | 13   | 16   | 15   | 12   | 7    | 3     | 0    | 6   |
| Средний суточный минимум, °C  | −3   | −3   | −1   | 1    | 5   | 10   | 12   | 12   | 8    | 5    | 1     | −1   | 3   |
| Абсолютный минимум, °C        | −22  | −25  | −20  | −10  | −5  | −1   | 3    | 1    | −2   | −7   | −17   | −20  | −25 |
| Норма осадков, мм             | 20   | 20   | 20   | 30   | 30  | 40   | 40   | 60   | 40   | 30   | 40    | 40   | 460 |
| Источник: Weatherbase         |      |      |      |      |     |      |      |      |      |      |       |      |     |

## История

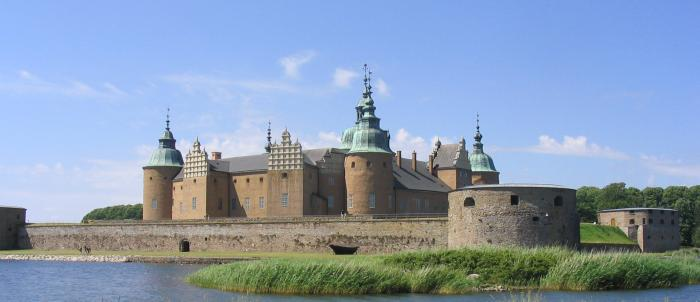
Кальмарский замок

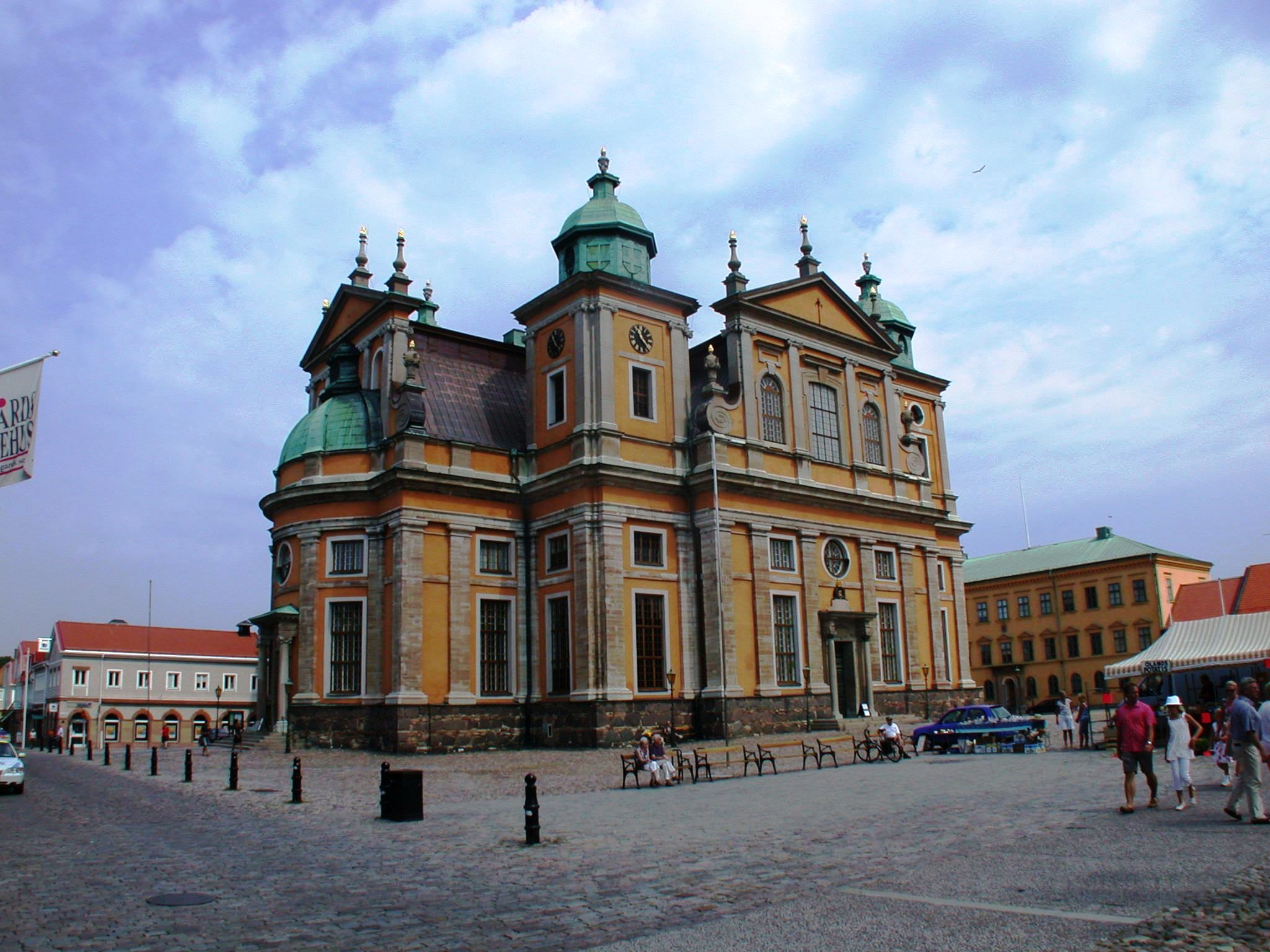
Кафедральный Кальмарский собор

Область вокруг Кальмара была заселена с древних времен. В результате проведённых раскопок были выявлены следы, относящиеся к каменному веку. Самое старое доказательство существования города Кальмар относится к XI веку.
Самая старая городская печать приходится между 1255 и 1267 годами, что делает её самой старой известной городской печатью в Скандинавии.
В XII веке была заложена основа замка с сооружением круглой башни для охраны и наблюдения. Башня постоянно расширялась в течение 13 века. В итоге, королева Маргарет провела в замке собрание между главами государств Швеции и Норвегии, и 13 июля 1397 года был подписан договор о союзе Кальмара, который продлился до 1523 года. Кальмар находился недалеко от датской границы (районы Скаана, то есть провинции Блекинге, Халланд и Скания, были переданы Дании), а также в нём имелась гавань и была налажена торговля, поэтому он имел большое стратегическое значение.
В 1540-х годах первый король Густав Васа, а затем его сыновья Эрик XIV и Юхан III организовали перестройку замка в стиле эпохи Возрождения.
Кальмар был епархией с 1603 года по 1915 год. В 1634 году был основан Кальмарский уезд. В 1660 году началось строительство собора Кальмара с рисунков Никодемуса Тессина Старшего, собор был открыт в 1703 году.
В 1611—1613 годах Кальмар пострадал во время Кальмарской войны, которая началась с датской осады замка Кальмар. 1611 год считается самым тёмным в истории Кальмара, но отнюдь не единственным; во время датско-шведской войны замок пережил 22 осады, однако так и не был взят.
После Роскилльского договора в 1658 году стратегическое значение Кальмара постепенно уменьшилось, поскольку границы Швеции были перенесены дальше на юг. В 1689 году король основал свою основную военно-морскую базу на юге в Карлскроне. Таким образом, Кальмар потерял статус одного из главных военных форпостов Швеции.

### Собор Кальмар
Новый город Кальмар построен на Кварнхольмене примерно в середине 1600-х годов. Переезд из старого города был в основном завершён в 1658 году. Планировка нового укреплённого города соответствовала актуальным барочным канонам. Согласно этой схеме были помещены церковь и ратуша поперёк друг от друга на большой площади Кальмарский Стурторьет. Собор был построен по проекту Никодима Тессина Старейшины и является одним из важнейших примеров архитектуры в стиле классицизма в Швеции. Серия рисунков Собора Кальмара отражает сложное взаимодействие между новым стилем, литургическими соображениями, традициями и требованиями города-крепости. Работа началась в 1660 году, но она несколько раз прерывалась, в том числе во время датско-шведской войны. Строительство возобновилось, и собор Кальмар был закончен в 1703 году.

## Современный период
Кальмар приступил к комплексной программе по сокращению использования топлива. Местная компания со штатом примерно 450 человек, занимающаяся грузоперевозками, установила компьютеры, которые отслеживают эффективность использования топлива и сокращают использование дизельного топлива на 10 процентов, заплатив за оборудование всего на год. В настоящее время компания стремится заправить свой будущий флот биодизелем.
Крупный цех из древесной целлюлозы использует пар и горячую воду, которые когда-то выпускались как отходы для обеспечения отопления через подземные трубы, и генерирует достаточное количество электроэнергии для питания своих собственных операций и 20 000 домов.
Строительные нормы требуют теплоизоляции и эффективных окон для нового строительства или модернизации. Уличные фонари используют низкоэнергетические натриевые лампочки, а автомобильные дилеры способствуют использованию экономичных и гибридных автомобилей.
В 2011 году была запущена Guldfågeln Arena. Это новый стадион футбольной команды города — ФК «Кальмар». Вместимость стадиона составляет 12 000 человек, и в настоящее время он является одним из новейших стадионов в Швеции.

## Образование
В городе расположен один из двух кампусов государственного Университета Линнеус (швед. Linnéuniversitetet).

## Города-побратимы
Кальмар имеет девять городов-побратимов:
- Висмар, Германия
- Савонлинна, Финляндия
- Аурборг, Исландия
- Арендал, Норвегия
- Энтеббе, Уганда
- Уилмингтон, США
- Гданьск, Польша
- Калининград, Россия
- Паневежис, Литва